# Никеев, Владимир Арсеньевич
Влади́мир Арсе́ньевич Нике́ев (род. 3 января 1954, Лысково, Горьковская область, СССР ныне Нижегородская область, Россия) — советский и российский певец-тенор, педагог, профессор (2011). Народный артист Российской Федерации (2005).

## Биография
Родился в 1954 году в г. Лысково. Поступил на вокальный факультет Уральской государственной консерватории имени М. П. Мусоргского (класс профессора Л. Ф. Дроздовой), который окончил в 1983 году, после чего устроился на работу в Красноярский театр музыкальной комедии. В 1985 году перешёл на работу в Омский государственный музыкальный театр. В 1996 и 2002 годах в составе группы театра выступал в Чечне перед солдатами.
С 2008 года преподаёт в Омском государственном университете имени Ф. М. Достоевского, с 2011 — профессор кафедры «Театрального искусства и актерского мастерства».
Солист оркестра народных инструментов «Лад».
Член Ревизионной комиссии Омского отделения Союза театральных деятелей России и член Экспертной комиссии по оценке творческих работ кандидатов на соискание ежегодных премий Губернатора Омской области за заслуги в развитии культуры и искусства имени народного артиста РСФСР В. Я. Шебалина.

## Творческая деятельность
Гастролировал по России и за рубежом — в Китае, Швейцарии, Молдове, Японии, Чехии, Австрии.
Как ассистент режиссёр участвовал в постановках опер:
- «Севильский цирюльник» Дж. Россини (2011);
- «Укрощение строптивой» В. Шебалина (2012);
- «Омский пленник» А. Семёнова (2013);
- «Кармен» Ж. Бизе (2014).

Как солист исполнял партии:
- Граф Альмавива («Севильский цирюльник» Дж. Россини);
- Ленский («Евгений Онегин» П. Чайковского);
- Рудольф («Богема» Дж. Пуччини);
- Герцог («Риголетто» Дж. Верди);
- Надир («Искатели жемчуга» Ж. Бизе);
- Пауль («Голландочка» И. Кальмана);
- Россильон («Веселая вдова» Ф. Легара);
- Альфред («Летучая мышь» И. Штрауса);
- Андрейка («Свадьба в Малиновке» Б. Александрова);
- Алексей и Филат (в разных постановках; «Барышня-крестьянка» И. Ковнера);
- Барон де Кревельяк («Принцесса цирка» И. Кальмана);
- Захар Алексеевич («Старые дома» О. Фельцмана);
- Боярин («Девичий переполох» Ю. Милютина);
- Муров («Без вины виноватые» А. Кулыгина);
- Нелькин («Свадьба Кречинского» А. Колкера).

## Признание и награды
- Народный артист Российской Федерации (2005)
- Заслуженный артист Российской Федерации (1995)
- Лауреат Красноярского краевого смотра-конкурса театрального искусства в номинации «Лучшая мужская роль» (1984)
- Лауреат Всероссийского фестиваля-конкурса ансамблей и оркестров народных инструментов — солист Омского муниципального оркестра народных инструментов «Лад» (2003)
- Лауреат Омского областного фестиваля-конкурса «Лучшая театральная работа» в номинации «За творческие достижения в искусстве музыкального театра» (2003)
- Лауреат Омского областного фестиваля-конкурса «Лучшая театральная работа» в номинации «За творческие достижения в искусстве музыкального театра» (2006)
- Лауреат Международной Ассоциации «Искусство народов мира» (2014)
- Почётный знак «Отличник погранвойск» II степени (1972)
- Почётный знак «Отличник погранвойск» I степени (1974)
- Почётный знак «Отличник культурного шефства над вооруженными силами СССР» (1987)
- Почётный знак «Отличник культурного шефства над селом» (1988)
- Нагрудный знак ГУВВ МВД СССР «За отличие в службе» (1997)
- Медаль «200 лет Министерству обороны» (2003)
- Медаль «За службу на Северном Кавказе» (2006)
- Медаль «50 лет общероссийской общественной организации ветеранов войны и военной службы» (2006)
- Медаль «За верность долгу и Отечеству» (2008)
- Медаль «Защитнику Отечества» (2008)
- Медаль «50 лет РВСН МО России» (2009)
- Медаль «90 лет Омской Академии МВД России» (2010)
- Медаль «85 лет ДОСААФ России» (2012)
- Медаль «За военно-патриотическую работу в честь 95-летия образования военного комиссариата Омской области» (2014)
- Медаль «50 лет Омской Высшей школе милиции» (2015)
- Почётный знак Российского профсоюза работников культуры «За активную работу в профсоюзе» (2017)

## Семья
Жена Ирина — завлит Омского театра. Дочь психолог, живёт в Москве. Сын программист. Внук Фёдор.